# 효덕동
효덕동(孝德洞)은 광주광역시 남구의 행정동이다. 법정동은 행암동(일부), 노대동, 덕남동이다.

## 연혁
- 현재 사용하는 행정동명은 1957년 행정운영동 축소에 따라 효천면과 덕남동의 이름을 따서 '효덕동'의 명칭으로 처음 사용되었으며, 효천면은 효우동면과 도천면이 합해진 구역을 관할했었고 덕남동은 당시 진월출장소 관할의 법정동명이었다.
- 효덕동의 연혁을 살펴보면, 원제·노대·구암등지에 고인돌이 분포되어 있는 것으로 보아 청동기 시대부터 사람들이 살았던 것으로 여겨진다.
- 조선 후기에는 이 지역이 광주군 효우동면에 속했고 당시 이곳에는 진제, 노대곡, 덕남촌, 옹기마을이 있었으며, 구한말에 효우동면의 노대, 진제, 덕남, 점촌, 구암리와 도천면의 월전리가 이 지역에 속했다.
- 1914년 4월 1일 행정구역 통폐합으로 광주군 효천면의 진월리, 행암리 노대리, 덕남리가 되었으며, 당시 효우동면 중 진제 점촌 구암리 일부와 도천면 월전리가 합해져 진월리가 되었고 이는 진제와 월전에서 이름을 땄으며, 행정 구암(감바위), 대동(큰골), 도동 동네로 이루어진 행암리는 행정과 구암에서 이름을 땄다.

| 조선총독부령 제111호      |                                                                                |               |
| 구 행정구역               | 구 행정구역                                                                    | 신 행정구역   |
| 광주군 도천면(陶泉面)     | 월산리(月山里), 신촌리(新村里), 염주리(念珠里) 일부                            | 효천면 주월리 |
| 광주군 도천면(陶泉面)     | 월전리(月田里)                                                                 | 효천면 진월리 |
| 광주군 효우동면(孝友洞面) | 진제리(直堤里), 점촌리(占村里), 구암리(龜岩里) 일부                            | 효천면 진월리 |
| 광주군 효우동면(孝友洞面) | 노대리(老大里)                                                                 | 효천면 노대리 |
| 광주군 효우동면(孝友洞面) | 덕남리(德南里)                                                                 | 효천면 덕남리 |
| 광주군 효우동면(孝友洞面) | 조봉리(朝鳳里), 이선리(伊仙里), 불로리(不老里), 용정리(龍井里), 옹정리(甕井里) | 효천면 봉선리 |
- 1935년 4월 1일 효천면과 지한면이 합해진 효지면의 진월 행암 노대 덕남리가 되었다.
- 1935년 10월 1일 광주읍이 광주부로 승격되어 광주군과 독립되면서 광주군의 나머지 지역은 광산군으로 개칭됐고, 이 때 이 지역은 광산군 효지면에 속하였다.
- 1955년 7월 1일 광주시의 권역 확장에 따라 광산군의 효지면, 석곡면, 서방면, 극락면이 광주시에 편입되면서 진월출장소 관할의 진월동, 노대동, 덕남동, 행암동이 되었다.
- 1957년 12월 2일 광주시의 122개동이 51개 행정 운영동으로 축소 조정되면서 현재의 4개 법정동을 관할하는 "효덕동"이 설치되어 현재 명칭이 처음 사용되었다.
- 1961년 3월 1일 출장소제 실시에 따른 남부출장소 관할이 되었고, 1973년 7월 1일 구제 실시로 남부, 서부, 지산출장소를 관할한 서구에 속하였다.
- 1986년 11월 1일 광주시가 직할시로 승격되고, 1995년 1월 1일 광주광역시로 명칭 변경된 이후 1995년 3월 1일 서구에서 남구가 분구되면서 "광주광역시 남구 효덕동"이 되었다.
- 2021년 7월 26일 법정동 진월동을 분동

## 법정동
- 노대동
- 덕남동
- 행암동(일부)

## 관내 학교

### 초등학교
- 진남초등학교
- 진제초등학교

### 중학교
- 효덕초등학교
- 진남중학교

### 대학교
- 광주대학교

## 주거
| 단지명                    | 건설사                               | 시행사           | 주소                          | 입주        | 비고                                      |
| ------------------------- | ------------------------------------ | ---------------- | ----------------------------- | ----------- | ----------------------------------------- |
| 제일풍경채 에듀파크 1단지 | 제일건설㈜                           | ㈜창암종합건설   |                               | 2015년 2월  |                                           |
| 제일풍경채 에듀파크 2단지 | 제일건설㈜                           | ㈜창암종합건설   |                               | 2015년 2월  |                                           |
| 진월지구 남양휴튼         | 남양건설                             | 남양환경개발㈜   | 남구 노대실로 26 (노대동)     | 2009년 1월  |                                           |
| 송화마을 휴먼시아 4단지   | 남양건설 남진건설㈜                  | 대한주택공사     | 남구 효우로60번길 9 (노대동)  | 2007년 10월 | 국민임대                                  |
| 송화마을 휴먼시아 3단지   | 송촌종합건설㈜ 우일종합건설㈜        | 대한주택공사     | 남구 효우로60번길 10 (노대동) | 2007년 11월 | 국민임대                                  |
| 송화마을 휴먼시아 1단지   | 남해종합건설㈜ 한진중공업㈜ 건설부문 | 대한주택공사     | 남구 효우로60번길 50 (노대동) | 2007년 12월 | 국민임대                                  |
| 송화마을 휴먼시아 2단지   | 남해종합건설㈜ 한진중공업㈜ 건설부문 | 대한주택공사     | 남구 효우로60번길 37 (노대동) | 2007년 12월 | 국민임대                                  |
| 송화 레이크힐             | 한신공영                             | 대한주택공사     | 남구 노대실로 33 (노대동)     | 2007년 12월 | '송화마을 휴먼시아 5단지'에서 단지명 변경 |
| 송화 레이크포레           | 계룡건설산업                         | 한국토지주택공사 |                               | 2010년 6월  | '송화마을 휴먼시아 6단지'에서 단지명 변경 |
| 골드레이크                | 동문건설㈜ 케이알산업㈜              | 한국토지주택공사 |                               | 2010년 6월  | '송화마을 휴먼시아 7단지'에서 단지명 변경 |